# Посельский, Иосиф Михайлович
Ио́сиф Миха́йлович Посе́льский (11 декабря 1899, Москва — 19 февраля 1970, там же) — советский режиссёр документального кино и научно-популярного кино. Заслуженный деятель искусств Литовской ССР (1952), лауреат трёх Сталинских премий (1941, 1946, 1952).

## Биография
Родился в Москве в купеческой семье. Школьником занимался в театральных кружках, участвовал в благотворительных выступлениях, а с 1917 года — в профессиональных клубных выступлениях.
В 1919 году организовал театральный клуб железнодорожной милиции и стал его художественным руководителем. С 1921 года занимался прокатом кинофильмов. В 1924 году работал в Политуправлении Революционного военного совета (в том же году преобразовано в Политуправление Рабоче-крестьянской Красной армии), был в числе участников преобразования кинофотобюро ПУРа в Производственную киноконтору ПУРа «Красная звезда» (с 1926 года — кинофабрика «Госвоенкино»), на которой работал в должности помощника управляющего. Также выступал в качестве сценариста и режиссёра.
C 1929 года руководил производственным отделом Московской кинофабрики культурфильмов «Совкино». С сентября 1931 года — режиссёр на Московской кинофабрике «Союзкинохроника» (с 1933 года — Московская студия кинохроники). В 1934—1937 годах руководил выпуском киножурнала «Советское искусство». По его инициативе в 1934 году был создан киножурнал «Советский искусство», монтажом которого он занимался многие годы, а в 1946 году — киножурнал «Советский спорт».
Сотрудничал со многими другими студиями СССР. Вместе с Борисом Волчеком был художественным руководителем фильма «Утро нашего города» (1959), снятого студентами ВГИКа на ЦСДФ.
Член ВКП(б) с 1944 года, член Союза кинематографистов СССР с 1957 года.
Скончался 19 февраля 1970 года. Похоронен на Новом Донском кладбище.

## Семья
- отец — Хиль Шлиом Посельский (1868— ?), купец 2 гильдии; владелец магазина готового платья в Постниковском пассаже в начале Тверской улицы[1][12], к 1914 году стал владельцем кинематографической конторы «Кинолента»[13][14][15].
- мать — Сарра Моисеевна Посельская[8]
- Четыре брата — Александр (Исай, 1895— ?), Семён (Симха, Симон, 1891— ?, режиссёр «Севзапкино»), Борис (Борух, 1890—?) и Яков Посельский (1894—1951), кинорежиссёр[1][8].
- Племянник — Михаил Яковлевич Посельский (1918—2008), оператор-документалист, фронтовой кинооператор, режиссёр[8];
- Двоюродная сестра — Лидия Ильинична Степанова (1899—1962) — режиссёр документального и научно-популярного кино[8];
- Первая жена — Фаина Григорьевна Посельская[8];
  - Сын — Михаил Григорьевич Посельский (1912— ?)[8];
  - Дочь — Мария Посельская (род. 1929)[8];
- Вторая жена — Антонина Кирюхина, ассистент режиссёра ЦСДФ[8].

## Фильмография
Режиссёр
- 1927 — Бокс
- 1927 — Майское торжество
- 1928 — Правда о Красной Армии
- 1929 — Военный поход
- 1930 — Здравоохранение
- 1930 — Навстречу третьему (совместно с Н. Кармазинским)
- 1930 — Новый быт
- 1930 — Хондрилла
- 1930 — Ясли — путь к раскрепощению женщины
- 1931 — В парке культуры
- 1931 — День школьника и пионера / День пионера и школьника
- 1931 — Заграничный поход кораблей Черноморского флота
- 1931 — За здоровый транспорт
- 1931 — Лес зовёт
- 1931 — Первомай
- 1931 — Слушай, молодёжь
- 1932 — Когда наступает вечер (совместно с Р. Гиковым)
- 1932 — Москва (совместно с Р. Гиковым)
- 1932 — Стан-700
- 1933 — Делегаты I-го Всесоюзного съезда колхозников-ударников в гостях у Красной Армии (совместно с Р. Гиковым)
- 1933 — Москва к XVI-му Октябрю
- 1934 — Май в Москве (совместно с И. Венжер, И. Сеткиной-Нестеровой)
- 1935 — Интурист
- 1935 — Счастливая юность (в соавторстве)
- 1936 — Театру народного творчества
- 1936 — Ударом на удар (совместно с И. Венжер)
- 1936 — Центральный детский театр (совместно с Л. Зерновым)
- 1937 — Богатыри Родины (в соавторстве)
- 1937 — Сталинское племя (совместно с В. Ерофеевым, И. Венжер)
- 1938 — Песня о Сталине
- 1939 — Памяти Ильича
- 1939 — По Крыму
- 1939 — Физкультпарад
- 1940 — На Дунае / Голубой Дунай (совместно с И. Копалиным)
- 1940 — С Первым Мая
- 1941 — Все славяне — на борьбу против общего врага
- 1941 — Крепи противопожарную оборону
- 1941 — На Ростсельмаше
- 1941 — Письмо на фронт
- 1942 — Иран
- 1942 — Парад частей польской армии в СССР
- 1942 — По Ирану (совместно с Н. Досталем)
- 1943 — Концерт татарского искусства
- 1943 — Крылья народа (не выпущен)
- 1943 — Трофеи великих битв
- 1944 — Возрождение Сталинграда[16][17]
- 1944 — К пребыванию в Москве главы Временного Правительства Французской республики генерала де Голля и министра иностранных дел г-на М. Бидо
- 1944 — Прибытие в Москву главы Временного Правительства Французской республики генерала де Голля
- 1944 — Трагедия в Катынском лесу
- 1945 — В Верхней Силезии (фронтовой спецвыпуск № 2)
- 1945 — В логове зверя
- 1945 — Всесоюзный парад физкультурников / Всесоюзный физкультурный парад (цветной  и чёрно-белый вариант; совместно с В. Беляевым и И. Венжер)
- 1945 — Парад Победы (чёрно-белый вариант; совместно с В. Беляевым и И. Венжер)
- 1946 — Молодость нашей страны (совместно с С. Юткевичем и И. Венжер)[16]
- 1946 — Всесоюзный парад физкультурников[18]
- 1947 — XXX Октябрь (совместно с Л. Степановой, Ф. Киселёвым)
- 1947 — Слава Москве / 800-летие Москвы (совместно с С. Бубриком, Я. Бабушкиным)
- 1947 — Советская Литва
- 1948 — День артиллерии
- 1949 — Сибирь Советская (совместно с Е. Учителем)[19]
- 1950 — Юные мастера
- 1951 — Советская Киргизия
- 1951 — Советская Литва (совместно с Л. Мацулевичусом)
- 1952 — По Хабаровскому краю[20]
- 1953 — Озеро Селигер
- 1953 — Советское Приморье
- 1954 — Вальс на льду
- 1954 — Гости МГУ
- 1954 — Первая весна (совместно с А. Медведкиным)
- 1955 — Варшавские встречи / Мелодии фестиваля (СССР — ПНР; совместно с И. Копалиным, Е. Боссаком, Р. Григорьевым)
- 1955 — На первенство мира по конькам
- 1955 — Песни над Вислой (СССР — ПНР; совместно с И. Копалиным, Р. Григорьевым, Е. Боссаком)
- 1955 — Счастье трудных дорог / Страницы жизни советской молодёжи (совместно с Р. Григорьевым)
- 1956 — Моды сезона (в соавторстве)
- 1956 — О Москве и москвичах (совместно с Р. Григорьевым)
- 1957 — Свет Октября (совместно с Р. Григорьевым)[21]
- 1958 — Дети на отдыхе
- 1958 — Искусство большой правды
- 1959 — Горят костры далёкие…
- 1959 — На финише футбольного сезона
- 1959 — Шагай, семилетка! (совместно с Ф. Киселёвым, К. Рушницкой)
- 1960 — В революционной Кубе
- 1960 — Зимняя фантазия
- 1960 — Куба сегодня
- 1961 — К берегам Африки
- 1961 — К жизни большой
- 1962 — Знакомьтесь, картинг
- 1963 — Волшебный луч (совместно с Р. Карменом, В. Катаняном, Л. Махначом)
- 1964 — Вильям Шекспир
- 1964 — Сомали — республика на экваторе
- 1964 — Рижское взморье
- 1966 — Наш друг Ромен Роллан
- 1967 — Первая мировая война (совместно с Т. Казаковой)

Сценарист
- 1930 — Здравоохранение
- 1930 — Новый быт
- 1930 — Ясли — путь к раскрепощению женщины
- 1940 — Скульптор Меркулов
- 1940 — Школа сталинских комиссаров
- 1942 — Иран
- 1944 — Возрождение Сталинграда (совместно с Б. Агаповым)
- 1946 — Молодость нашей страны
- 1948 — Песня колхозных полей (совместно с М. Долгополовым, Р. Карменом)
- 1952 — По Хабаровскому краю
- 1957 — Свет Октября
- 1964 — Вильям Шекспир (в соавторстве)
- 1966 — Наш друг Ромен Роллан

Приводится по биофильмографческому справочнику А. Дерябина «Создатели фронтовой кинолетописи» (2016) и странице режиссёра в Музее ЦСДФ.

## Награды и звания
- Сталинская премия второй степени (15 марта 1941) — за фильм «На Дунае» (1940)[6];
- медаль «За доблестный труд в Великой Отечественной войне 1941—1945 гг.» (1945)[8];
- Сталинская премия первой степени (26 января 1946) — за фильм «Возрождение Сталинграда» (1943)[6];
- премия МКФ в Канне за фильм «Молодость нашей страны» (1946)[8];
- Сталинская премия третьей степени (15 марта 1952) — за фильм «Советская Литва» (1952)[6];
- заслуженный деятель искусств Литовской ССР (1952)[7];
- медаль «В память 850-летия Москвы» (1948)[8].